# Іссерсон Зінаїда Михайлівна
Зінаїда Михайлівна Іссерсон (3 (16) жовтня 1909 , Петрозаводськ  — 24 травня 1996 , Петрозаводськ ) — радянська лікарка-хірургиня, діячка охорони здоров'я, Заслужена лікарка Карельської АРСР (1957), Заслужена лікарка РРФСР (1960).

## Біографія
Народилася в сім'ї лікаря Михайла Давидовича Іссерсона.
Після закінчення в 1932 році 2-го Ленінградського медичного інституту працювала ординаторкою Петрозаводської хірургічної лікарні. В 1936 році направлена на підвищення кваліфікації в Ленінградський онкологічний інститут, по закінченні якого очолила онкологічне відділення Петрозаводської хірургічної лікарні.
У Другу світову війну евакуйована з дітьми в Курганську область, працювала хірургинею у лікарнях села Ольховка, потім у Бєломорську.
У 1944—1950 роках працювала ординаторкою Петрозаводської хірургічної лікарні, в 1950—1966 роках — головна хірургиня Петрозаводської міської лікарні.
Головна хірургиня Петрозаводського міського відділу охорони здоров'я. Обиралася депутаткою районної ради.
Після виходу на пенсію працювала ординаторкою у Петрозаводській міській лікарні.